# 邯鄲 (能劇)

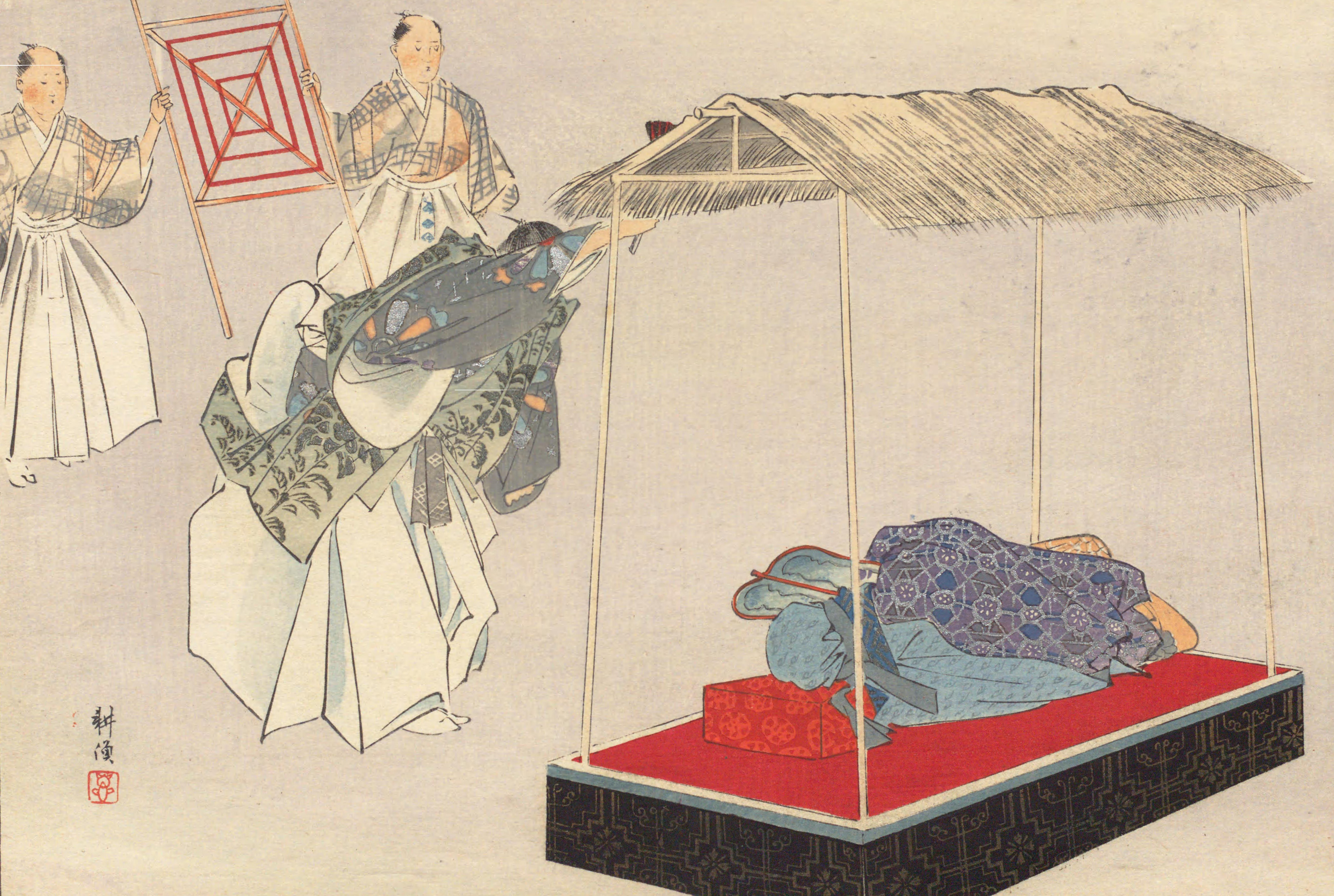
月岡耕漁描繪的盧生入睡的場景。

邯鄲（日语：／）是能劇的劇目之一。作者不詳。取材自唐傳奇枕中記。

## 故事梗概
在蜀國有一個叫盧生的人，為尋求生活的意義而前往羊飛山尋訪高僧。盧生在旅途中下榻邯鄲，旅店女主人為盧生煮黃粱米飯，並請盧生在一個神奇的枕頭上休息。這個枕頭是女主人從一個仙人手上得到的，可以洞悉未來事務。
盧生睡下後，皇帝派來的使者傳來旨意，要將帝位禪讓給盧生。盧生來到皇宮享儘五十年榮華富貴，卻突然被女主人叫醒用餐，這才驚覺一切不過是一場夢。

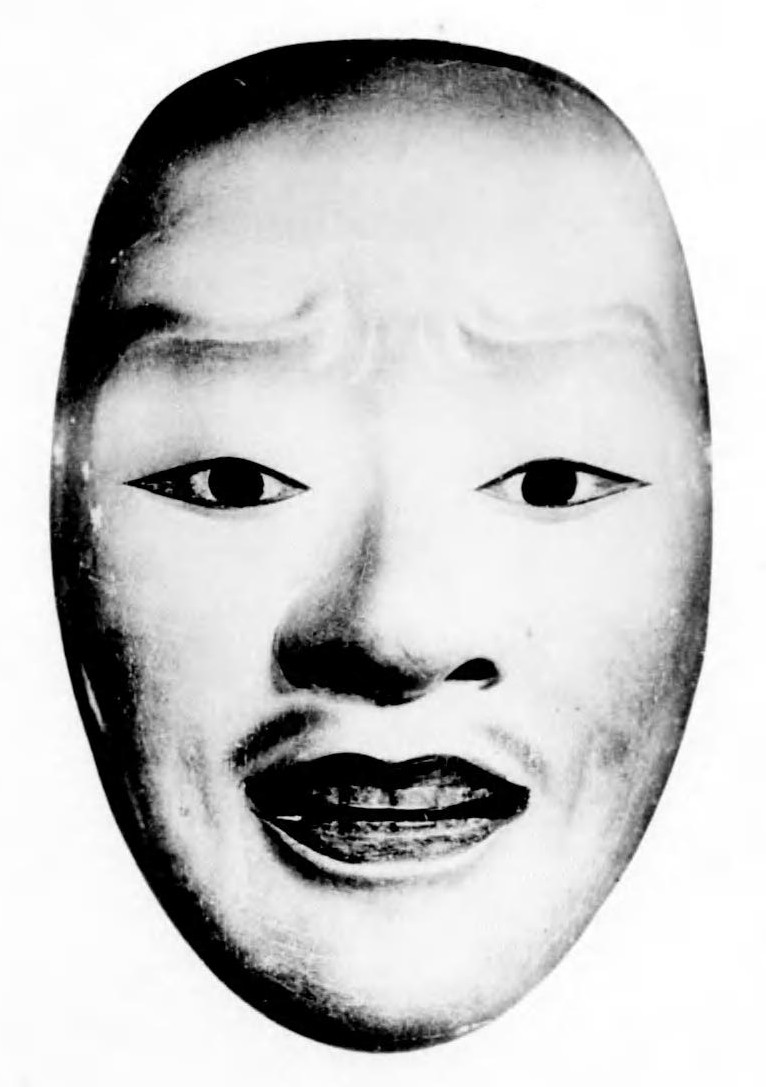
能面具「邯鄲男」

## 邯鄲男
劇中盧生所帶的面具被稱爲「邯鄲男」（／），用於表現年輕男性或男性神祇。

## 衍生作品
三島由紀夫以本作品為靈感，創作了現代劇邯鄲。